# 이동식 (범죄인)
이동식(李東植, 1940년 ~ 1986년 5월 27일)은 대한민국의 범죄인이다. 사진작가 죽음 연출 사건의 범인이다. 